# Cañón de los Perdidos
El cañón de los Perdidos está ubicado al sudoeste del distrito de Santiago, en el sector denominado Montegrande, provincia de Ica, departamento de Ica, Perú. Tiene una extensión de 5 km y se encuentra a 40 km de la localidad de Ocucaje. Fue descubierto en el 2011. El cañón es formado por la erosión del río Seco que desemboca en el río Ica. En medio del cañón se encuentra una laguna. El lugar es frecuentado por gallinazos.
El Cañón se forma casi al final del antiguo cauce del “Río Seco” o “Riachuelo”  en su desembocadura con el río Ica, hacia el Mar Peruano, en el pequeño sector “Chilcatay”. El nombre del Cañón de los Perdidos, surge a raíz de una visita que realizara el alcalde Pablo Alvites conjuntamente con unos pobladores y el periodista Maycol Herrera Benavides, ellos se extraviaron, pero al final lograron llegar al mencionado cañón y el periodista Maycol Herrera decide  titular este reportaje como el "Cañón de los Perdidos" y de ahí en más se le denomina de esta manera.

## Historia
El sábado 11 de junio de 2011, los miembros de la "Asociación de Promoción Turística y Cultural de Ocucaje", APTYCO, con el fin de conocer ese lugar, promueve un viaje, e invitan al Alcalde Pablo Alvites, al paleontólogo Mario Urbina, al periodista Maycol Yunior Herrera Benavides del Diario Correo Ica entre otros, formándose dos grupos, en dos vehículos, uno de ellos logra llegar a destino, mientras que el otro se pierde en el desierto; y, no logra llegar hasta el Cañón, por lo que el periodista Maycol Herrera Benavides, dijo: «A partir de hoy el cañón se llamará “El Cañón de los Perdidos”», con cuyo nombre titula su nota periodística, que se emitió el domingo 12 de junio de 2011, en el Diario Correo, edición regional de Ica.
La visita queda documentada en el vídeo ”Cañón de los Perdidos en vivo" ICA,PERU, una maravilla natural para turismo.”
Es importante destacar que hasta ese momento los miembros de esta comisión especial de Ocucaje, desconocían, que dicho lugar perteneciera geográficamente al distrito de Santiago, por lo que el trabajo que hacia la Asociación de Promoción Turística y Cultural de Ocucaje-APTYCO, tuvo ciertas indecisiones, que los obligó a esperar que la Municipalidad de Santiago tome decisiones al respecto.

## Ubicación geográfica

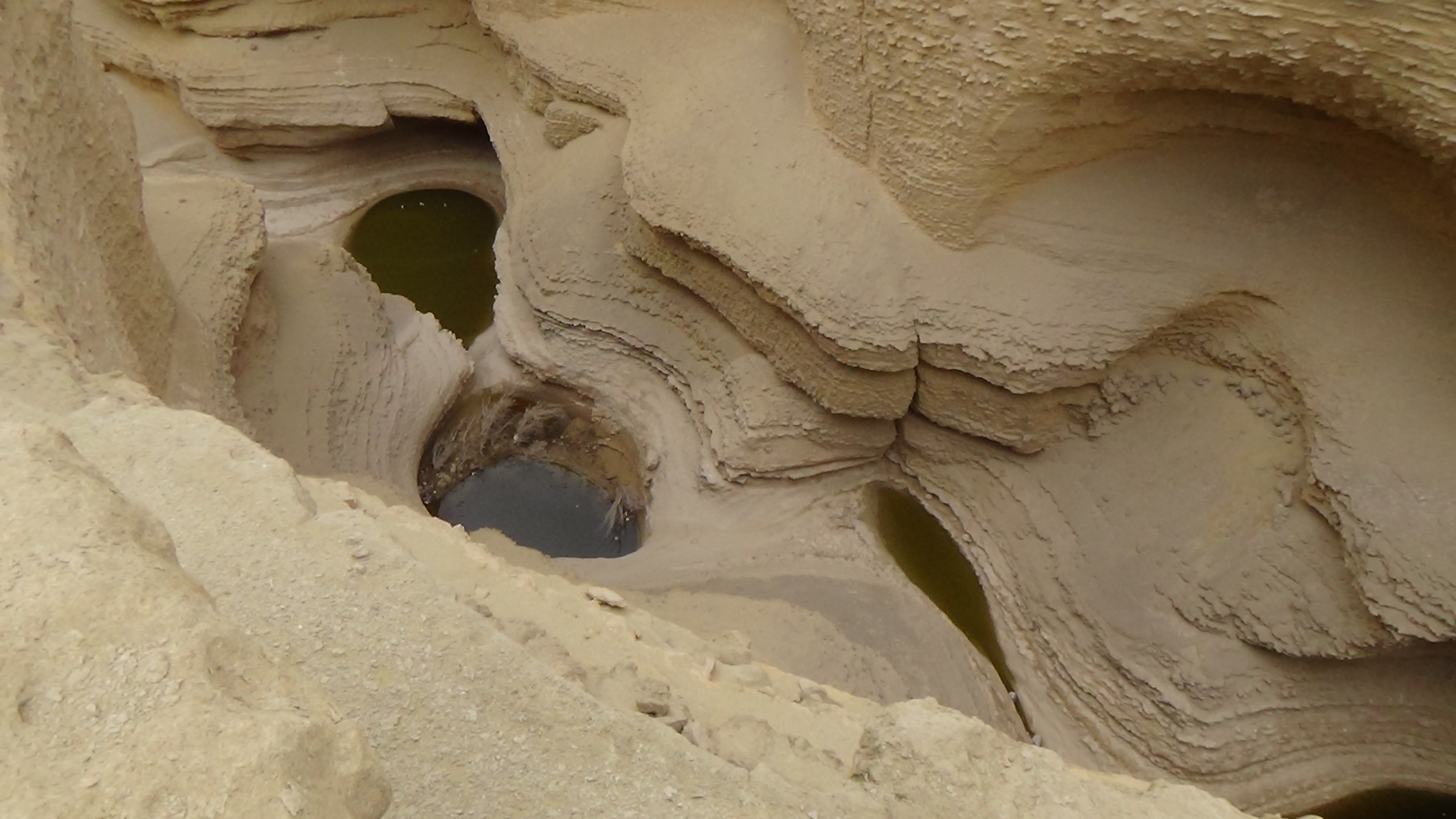

Este cañón, se sitúa al sudoeste del territorio del Distrito de Santiago, casi en el límite con el distrito de Changuillo (Nasca) provincia y región Ica, por el sector denominado “Las Pampas de Gamonal”, entre el sector de El Gramadal y Montegrande, por la ruta del casi desaparecido "Río Seco" (Riachuelo), en el pequeño sector Chilcatay, donde desemboca con el río Ica, en su ruta hacia el océano Pacífico. 
A medida que se va llegando e ingresando al Cañón, es interesante el recibimiento que dan sus “anfitriones” y “celosos guardianes”: cuervos o gallinazos, apareciendo en el cielo brindando sus vuelos que se asemejan al de los cóndores (aunque se cree que también los hay) por ser aves propias de estos lugares.
El Cañón tiene una extensión aproximada de 2 km y una profundidad entre 200 a 300 m y aún no se han hecho estudios especializados en el lugar, y de acuerdo al proyecto de desarrollo turístico proyectado por las autoridades de Santiago,  un grupo de especialistas han visitado el lugar para determinar su estructura geológica, profundidad y extensión exactas, así como colocar señalizaciones en la ruta y determinar los lugares de acceso para bajar hasta el fondo del Cañón, y recorrer sus interiores hasta llegar a las pequeñas lagunas naturales, ubicadas en la parte más profunda de este maravilloso lugar.

## Acceso
El sitio se encuentra a 83 km desde la ciudad de Ica, para ello se toma la carretera Panamericana Sur, y a la altura del km 339, hay un desvío a la derecha (entrada a Callango) donde se sigue un camino o trocha en buen estado, que conduce a la "Boca del Río", por la margen izquierda del caserío de Callango hacia el sudoeste. El tiempo de viaje es un promedio de 2 h saliendo desde Ica, en movilidad de tracción simple. 

## Promoción como destino turístico
Muy interesado el Alcalde de la Municipalidad Distrital de Santiago,  C.P.C. César Salazar Carpio, viaja a conocer el sitio acompañado promotores turísticos y agentes de viajes. Don César Salazar queda impresionado por el lugar, y decide poner todo su esfuerzo, para que este atractivo turístico, se convierta en el "Nuevo destino turístico de Perú",  para ello gracias al Sr. Klaus Honninger Mitrani, promotor turístico y cultural peruano, se presenta una propuesta al SERNANP y al Ministerio del Ambiente, para que este lugar sea declarado "Monumento Natural" del Perú. 
La autoridad Municipal, ha dispuesto unas serie de recomendaciones, para ingresar al lugar (es gratuito) como medidas de limpieza y conservación del ambiente, no arrojando desperdicios, tanto en la parte externa como interna, así como determinar las zonas de acceso al interior del "Cañón", entre otras medidas para defender, proteger, preservar y conservar esta maravilla natural, como nuevo atractivo turístico de la Región Ica.

## Atractivos
Atractivos en la ruta
Sobre la ruta entre Callango (Ocucaje) y el desvío al valle orgánico de Samaca (Santiago) se pasa por el pasaje y cerros “Los Trenes” , y los cerros “El Poseidón”, “El Delfín”, “Las Tetas” y “Serpiente enroscada”.
En las “Pampas de Gamonal” (8 a 9 km antes de llegar al Cañón) está la curiosa “Pampa de piedras”, donde se pueden ver figuras como “El Sapo”, “La Tortuga”, “La Paloma”, la “Cabeza de caballo”, donde hay un agujero, al que se le ha puesto el nombre de "Ojo Mágico" por donde los turistas sacan unas originales y espectaculares fotos. Este "Ojo  Mágico" se ha convertido en una las principales atracciones de la "Pampa de Piedras", en donde se cree que un meteorito cayo en el lugar y las piedras (que parecen, "puestas como con la mano") han quedado regadas en el desierto.
En la entrada o “Boca del Cañón”, están la “Cabeza de tortuga” y “Pequeñas conchas fosilizadas”.
Atractivos en el Cañón

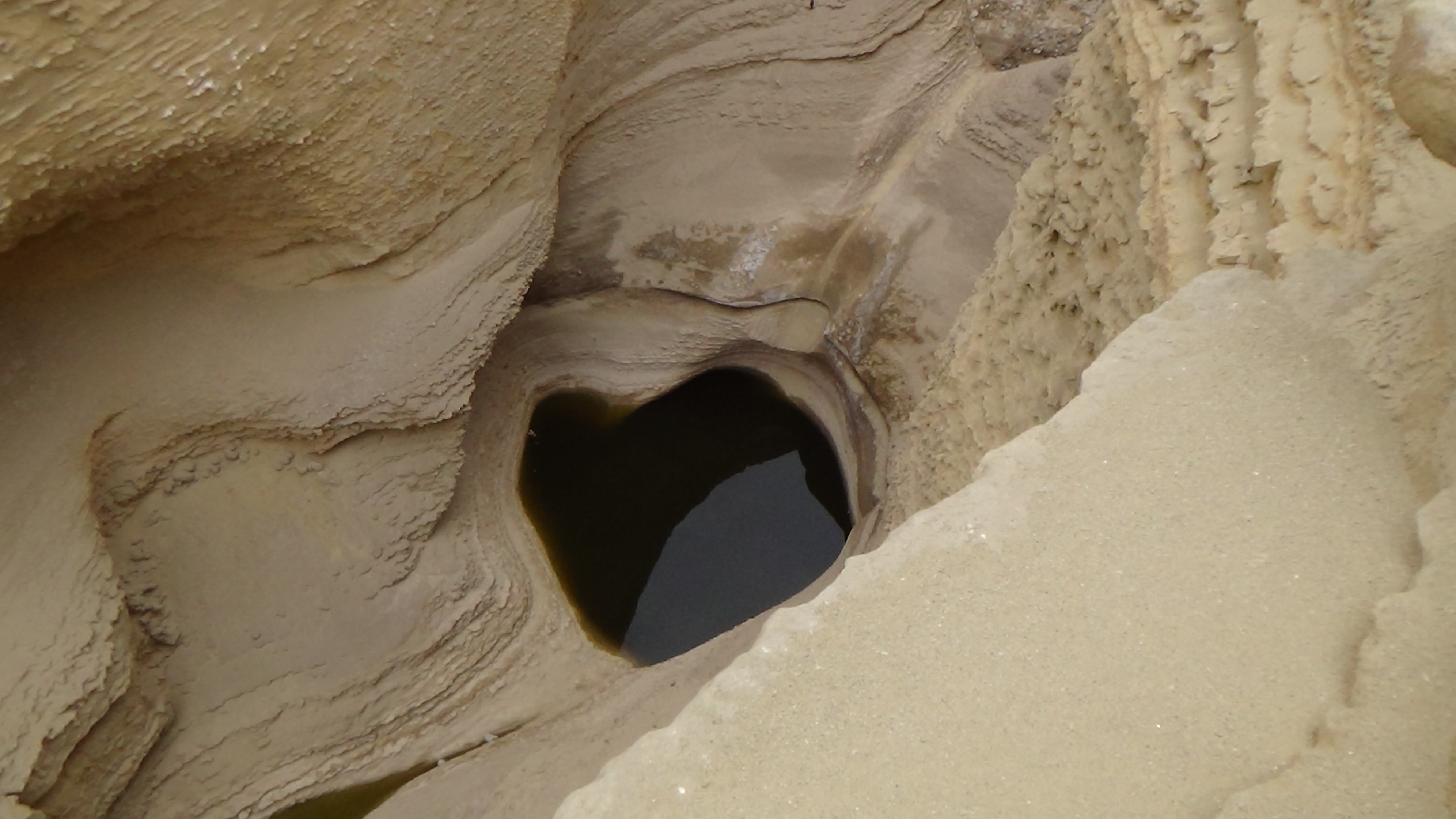
Detalle de un sector del Cañón de los Perdidos.

El “Cañón de Los Perdidos”, tiene 4 niveles o “caídas”. 
Recorrer el Cañón, alrededores e interior toma un tiempo aproximado de 2 a 3 horas.
En el segundo nivel, se puede ver el “Ojo de Agua”  y en la parte superior (caída) está la “Cara del Puma” en la parte superior derecha e izquierda hay dos lienzos con pequeñas figuras aún “la calavera”, “el feto”, “el ET” y otras aún por definir. Entre el 3er. hay una laguna, y el cuarto nivel está el “Tobogán “del Cañón. “La Plaza Caracol” y “El Anfiteatro”
El Cañón tiene 3 bajadas para llegar a su interior, entre la primera y la segunda bajada está “El Mirador”, desde donde se puede ver la figura del “Ovni” y las “Lagunas del Cañón” (río Ica) de estas, la tercera bajada es la más accesible para la familia.
Recorriendo el Cañón de sur (aguas abajo) a norte (aguas arriba) se ve el "Tobogán de piedra", “La Muralla del Cañón”, “El Desfiladero”, “Los Baluartes”, en cuyas paredes se observan miles de “esculturas y tallados naturales” que sorprenden a los visitantes.
En su desembocadura con el río Ica, se hallan  “Las lagunas del Cañón”, con pequeños peces y en algunas temporadas, camarones de río, este lugar sirve de hábitat a algunas aves y zorros.